# Albert Shiryaev
Albert Nikolayevich Shiryaev (em russo:  Альберт Николаевич Ширяев, Schiolkovo, 12 de outubro de 1934) é um matemático soviético e russo.
Foi palestrante convidado do Congresso Internacional de Matemáticos em Nice (1970: Sur les equations stochastiques aux derivées partielles). Recebeu o Prêmio Kolmogorov de 1994.